# Outdoor Pajamas
Outdoor Pajamas è una comica muta del 1924 diretta da Leo McCarey con protagonista Charley Chase.
Il film fu pubblicato il 14 settembre 1924.